# Per Nørup-Hansen
Per Nørup-Hansen (* 17. Februar 1944) ist ein ehemaliger dänischer Radrennfahrer und Weltmeister im Radsport.

## Sportliche Laufbahn
Nørup-Hansen war im Straßenradsport aktiv. Er gewann 1966 den Titel im Mannschaftszeitfahren bei den UCI-Straßen-Weltmeisterschaften. Mit ihm holten Verner Blaudzun, Ole Højlund und Fleming Gustav Wisborg das Regenbogentrikot.
Er wurde 1966 gemeinsam mit Henning Pedersen, Finn Strausholm und Svend Erik Bjerg nationaler Meister im Mannschaftszeitfahren. 1967 konnte dieser Vierer den Titel verteidigen. 1981 wurde er erneut Titelträger in dieser Disziplin. Vize-Meister im Mannschaftszeitfahren wurde Nørup-Hansen 1964, 1971, 1972, 1977, 1979 und 1980.
Die Internationale Friedensfahrt bestritt er sechsmal. 1965 wurde er 20., 1966 37., 1969 31., 1975 67. der Gesamtwertung. 1967 und 1972 war er ausgeschieden.
Nørup-Hansen startete für den Verein Lyngby CC.